# Michail Wassiljewitsch Ostrogradski

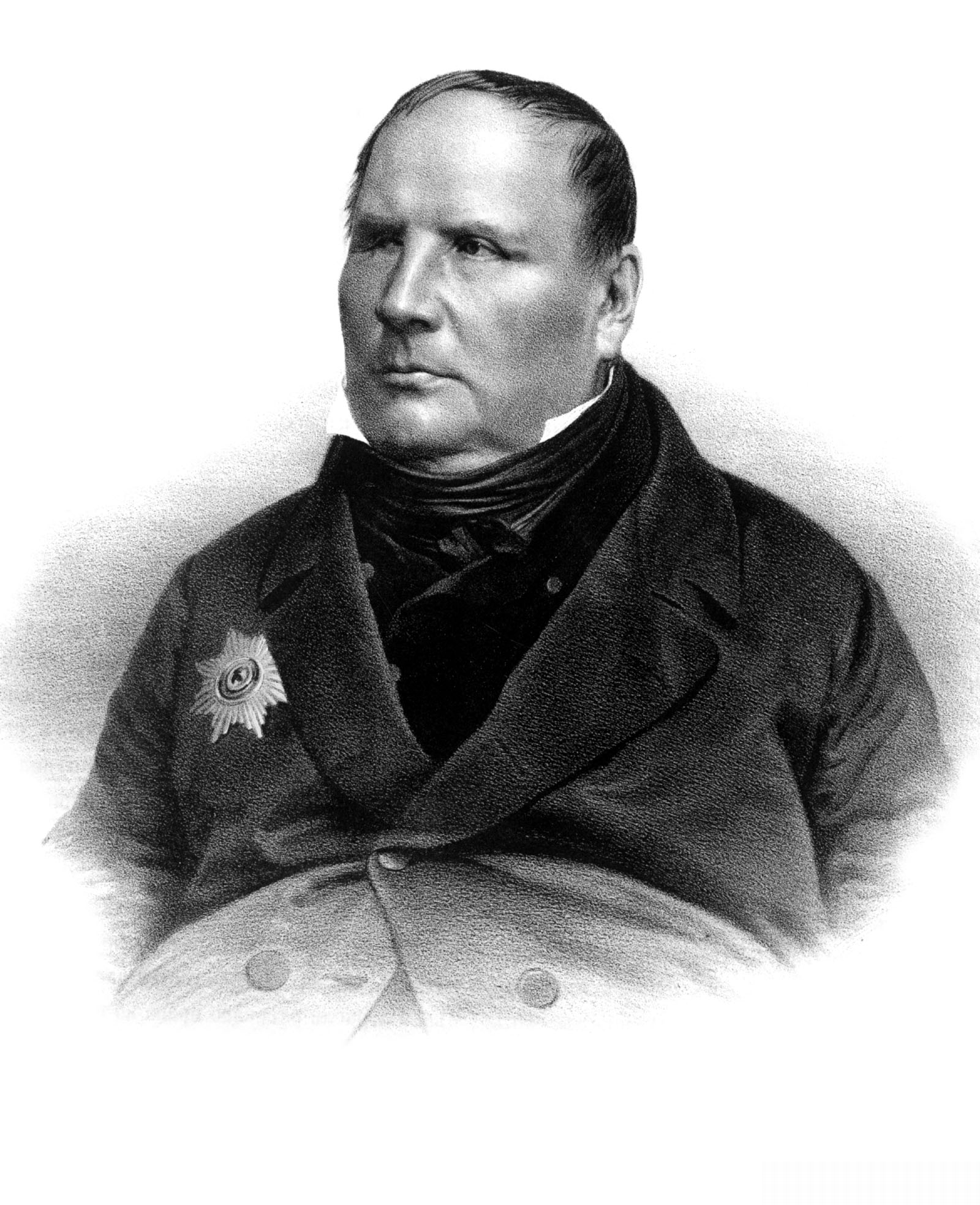
Michail Ostrogradski

Michail Wassiljewitsch Ostrogradski (ukrainisch Михайло Васильович Остроградський Mychajlo Wassyljowytsch Ostrohradskyj, wiss. Transliteration Michajlo Vasil'ovič Ostrograds'kij, russisch Михаил Васильевич Остроградский Michael Wassiljewitsch Ostrogradski; * 12. Septemberjul. / 24. September 1801greg. in Poltawa; † 20. Dezember 1861jul. / 1. Januar 1862greg. ebenda) war ein ukrainisch-russischer Mathematiker.

## Leben
Von 1816 bis 1820 studierte er Physik und Mathematik an der Universität Charkiw in der zweitgrößten Stadt der Ukraine. 1820 wurde sein Lehrer Timofei Fedorowitsch Ossipowski (1765–1832) aus religiösen Gründen suspendiert. Damals setzte mit der Ernennung (1816) von Prinz Alexander Fjodorowitsch Galitzin zum Erziehungsminister eine Reaktion gegen liberale Tendenzen ein. Man warf Ossipowski offiziell vor, in einer Doktorprüfung nicht überzeugend genug eine Gottesformel ausgesprochen zu haben. Ostrogradski sollte danach die schon bei Ossipowski bestandene Doktorprüfung wiederholen, weigerte sich aber und erhielt nie einen Doktorgrad. Stattdessen ging er in das damals führende mathematische Zentrum in Europa nach Paris, wo er 1822 bis 1826 an der Sorbonne und dem Collège de France studierte. Seine Lehrer waren Pierre-Simon Laplace, Jean Baptiste Joseph Fourier, Adrien-Marie Legendre, Siméon Denis Poisson, Jacques Philippe Marie Binet und Augustin Louis Cauchy.
1828 kehrte er nach Sankt Petersburg zurück und wurde aufgrund von drei eingereichten Arbeiten über die Theorie der Wärme und Analysis außerordentliches Mitglied der Russischen Akademie der Wissenschaften, 1855 wurde er ordentliches Mitglied. 1831 lieferte er einen formalen Beweis des Gaußschen Integralsatzes, der deswegen auch Satz von Gauß-Ostrogradski genannt wird. Er schrieb auch in Russland damals verbreitete Lehrbücher und begründete in Sankt Petersburg eine Schule der theoretischen Mechanik. Er befasste sich vor allem mit mathematischer Physik wie Hydrodynamik und Elastizitätstheorie, Mechanik (eine Abhandlung von 1840 begann das Studium der Ballistik in Russland), mit partiellen und gewöhnlichen Differentialgleichungen und algebraischen Funktionen und ihren Integralen in der Nachfolge von Niels Henrik Abel.
In St. Petersburg hielt er ab 1828 Vorlesungen an der Marineakademie (er war Professor an der militärischen ingenieurtechnischen Universität) und er hielt auch Vorlesungen an der Pädagogischen Hochschule (1832) und dem Institut für Kommunikation. 1834 wurde er in die American Academy of Arts and Sciences und 1856 in die Académie des sciences gewählt. Ab 1847 beaufsichtigte er den mathematischen Unterricht in den russischen Militärschulen.